# قوم کنادا

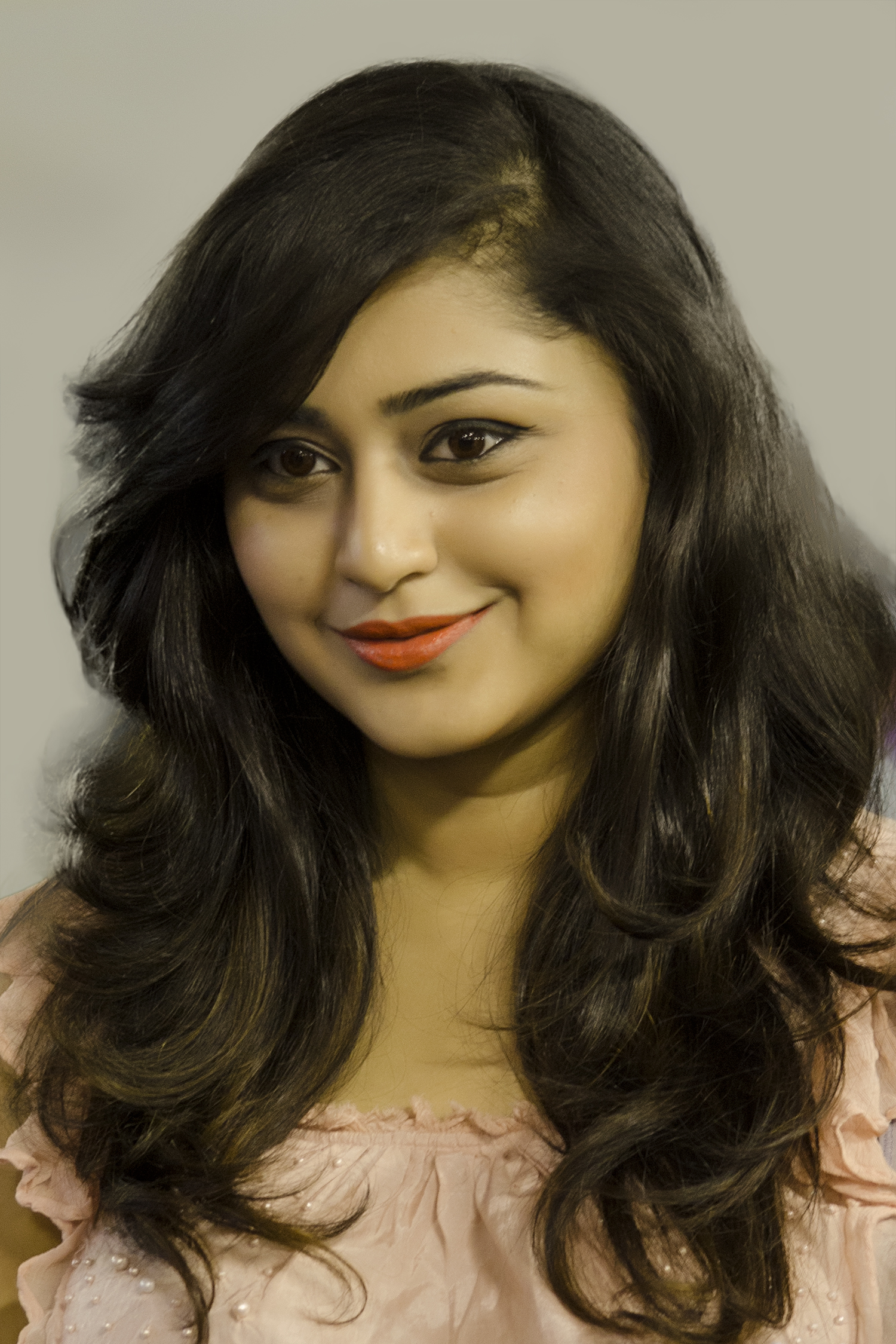
رامیا بارنا، هنرپیشهً کانارای هندوستان

قوم کَنادا (به کنادا: ಕನ್ನಡಿಗರು) قومی است در هندوستان که افراد آن به زبان کنادا، یکی از زبان‌های دراویدی گفت‌وگو می‌کند. افراد این قوم در ایالت کرناتکه و بخش‌های مرزی ایالت‌های کرالا، مهاراشترا، آندرا پرادش، گوا، تلنگانا، تامیل نادو و دهلی می‌زیند.
کناداها در هند بنیاد امپراتوری نیرومندی را نهادند که در آن زبان کنادا زبان رسمی بود. سنگ‌نوشته‌هایی از این امپراتوری در شمال مادیا پرادش و بیهار یافت شده‌است. از دولت‌های کنادایی هند می‌توان دودمان راشترکوته و پادشاهی میسور را نام برد.

## کناداهای سرشناس
- راجه رامانا پدر بمب اتم هند
- سی. ان. آر. راو دانشمند سرشناس
- ویوک مورتی فیزیکدان
- کالیامپودی رئا ریاضی‌دان
- شرینیواس کولگارنی دانشمند سرشناس آمریکایی
- یوداپی راماچاندرا رائو پدر فناوری فضایی هند

## نگاره‌ها

پارواتی نایرپارواتی نایر
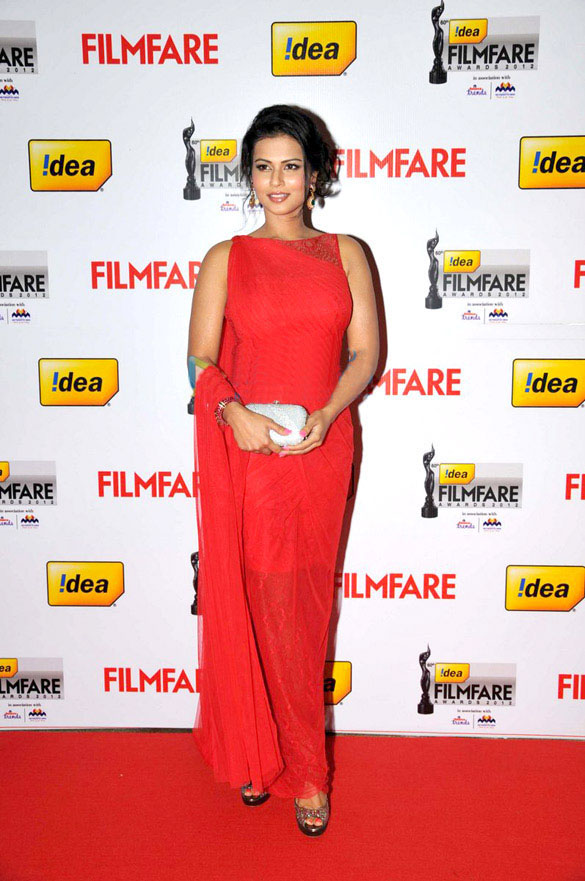
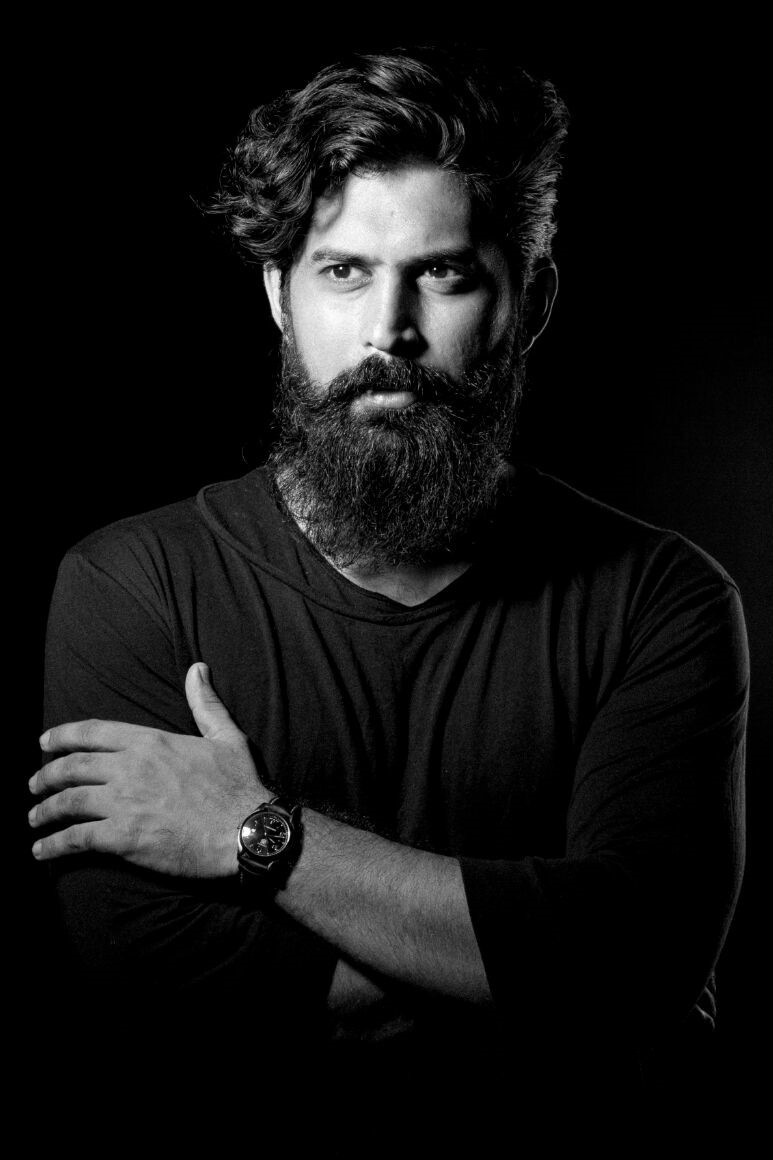

## جستارهاب وابسته
- زبان کنادا
- کرناتکه
- پادشاهی ابیریا